# Herb Drezdenka
Herb Drezdenka – jeden z symboli miasta Drezdenko i gminy Drezdenko w postaci herbu ustanowiony uchwałą nr XXX/183/96 rady miejskiej z 30 grudnia 1996 roku.

## Wygląd i symbolika

Herb Drezdenka w latach 1945-1996

Herb przedstawia na srebrnym polu tarczy herbowej wizerunek czerwonego orła brandenburskiego, posiadającego złote nogi i szpony, dziób, serce na piersi oraz gwiazdę pięcioramienną na ogonie. Symbolika herbu nawiązuje do dawnej przynależności miasta do Brandenburgii.

## Historia
Od 1945 do 30 grudnia 1996 roku używano herbu w którym zamiast orła brandenburskiego był orzeł polski (tzw. „piastowski” lub wielkopolski z racji przynależności miasta do tej krainy m.in. w XIII wieku), co miało podkreślić przyłączenie Drezdenka do Polski w 1945 roku, a także przynależność do Polski w przeszłości, także przed okresem kolonizacji niemieckiej.